# Synagoga v Golčově Jeníkově
Synagoga v Golčově Jeníkově se nalézá v ulici Pod Vyšehradem jako č. p. 768 v centru židovské čtvrti na jihozápad od náměstí T. G. Masaryka v Golčově Jeníkově. Společně s ostatními objekty židovské čtvrti je chráněna jako kulturní památka České republiky.
Synagoga byla postavena v novorománském slohu v letech 1871–1873 na místě starší dřevěné modlitebny, která v roce 1808 vyhořela. Až do počátku 2. světové války se zde konaly pravidelné bohoslužby. V období let 1942–1965 sloužila budova jako modlitebna Církve československé husitské. Od roku 1969 je využívána jako depozitář Židovského muzea v Praze.
V obci také dosud stojí bývalá modlitebna haličských Židů (č. p. 15), cheder a mikve (č. p. 189), rabínský dům (č. p. 159), ješiva (č. p. 188) a masný krám (č. p. 147).
Synagoga prošla v 90. letech 20. století rekonstrukcí. Veřejnosti není přístupná.
Zdejší židovská komunita přestala existovat v roce 1940. V Golčově Jeníkově se nachází také židovský hřbitov.

## Galerie

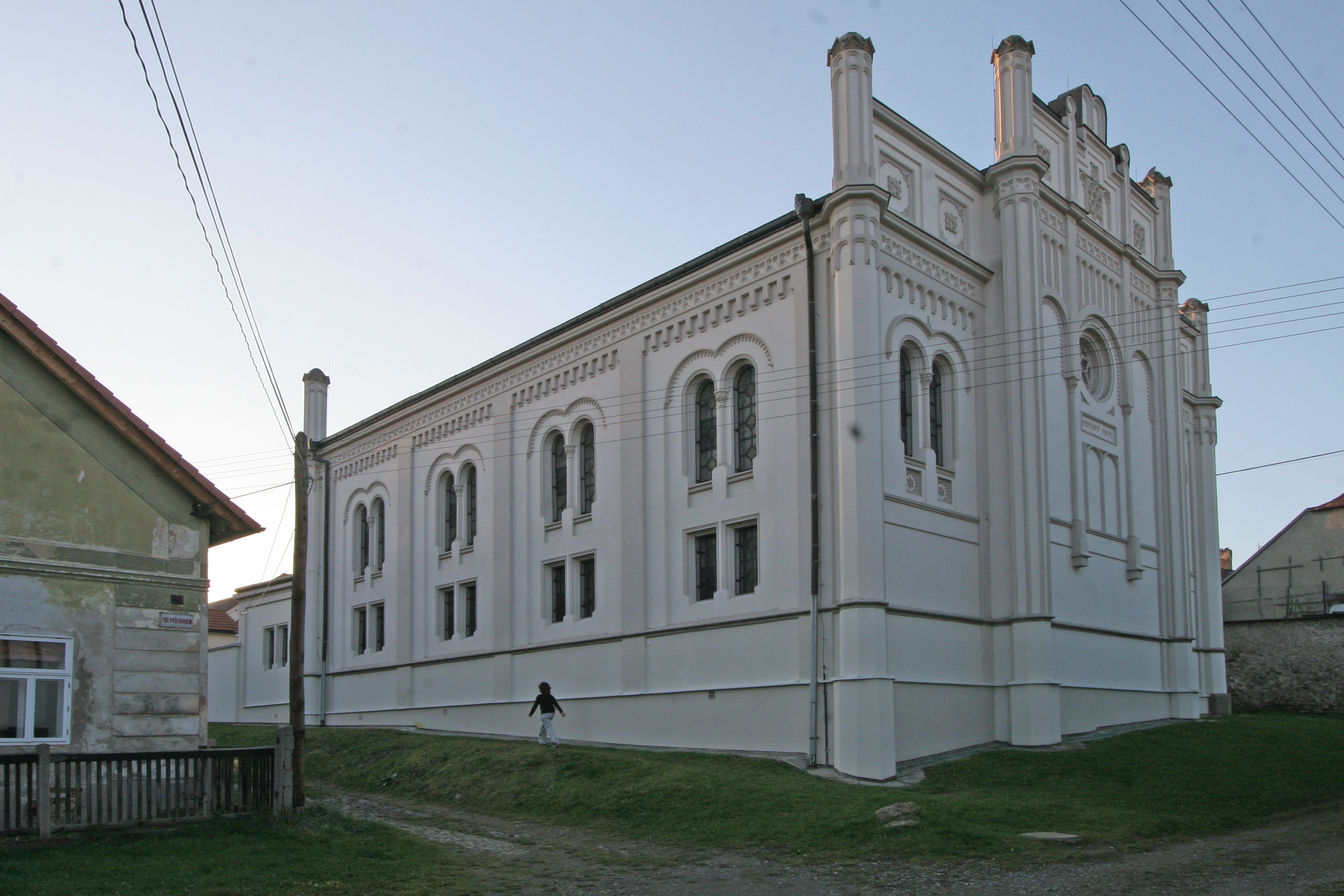
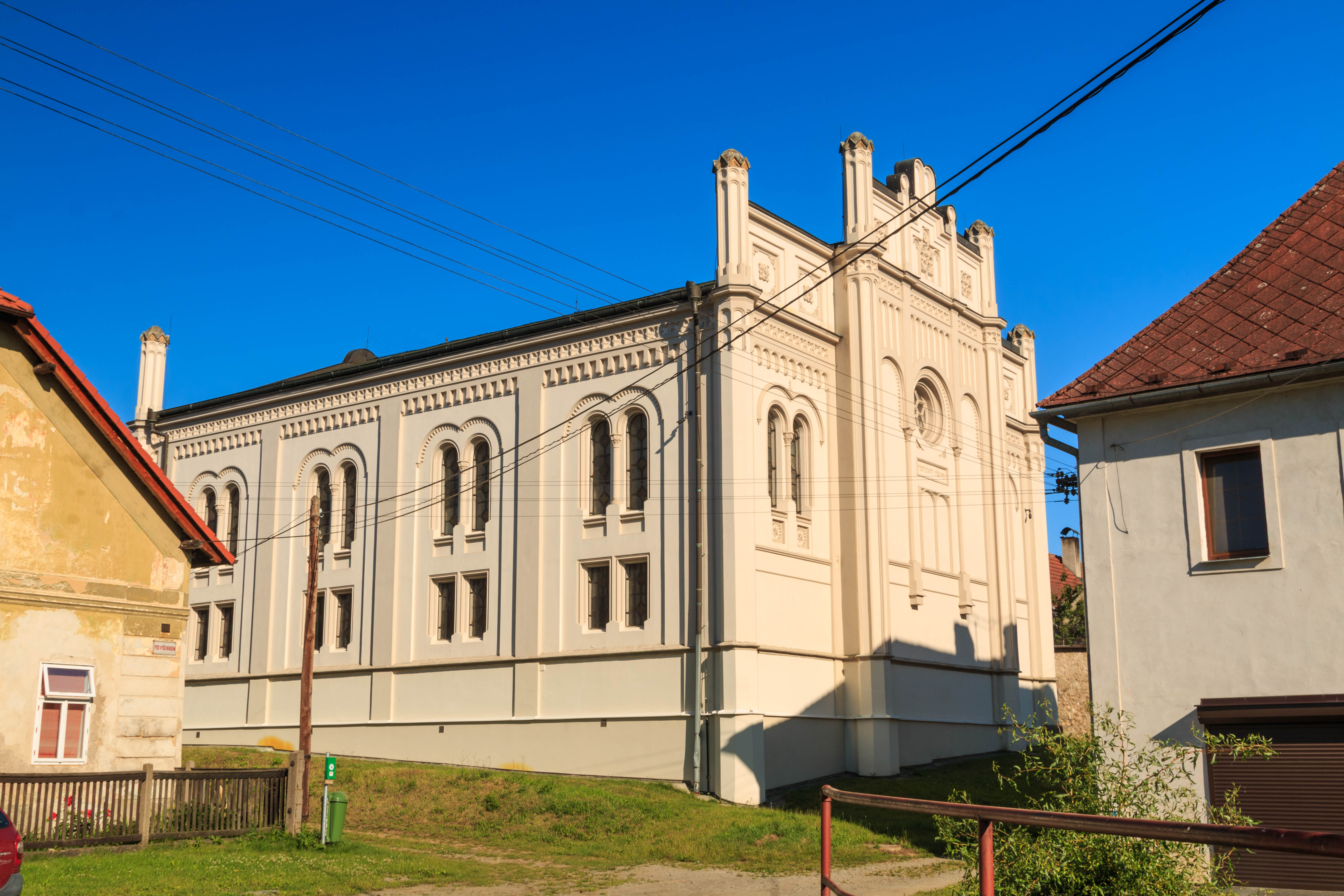
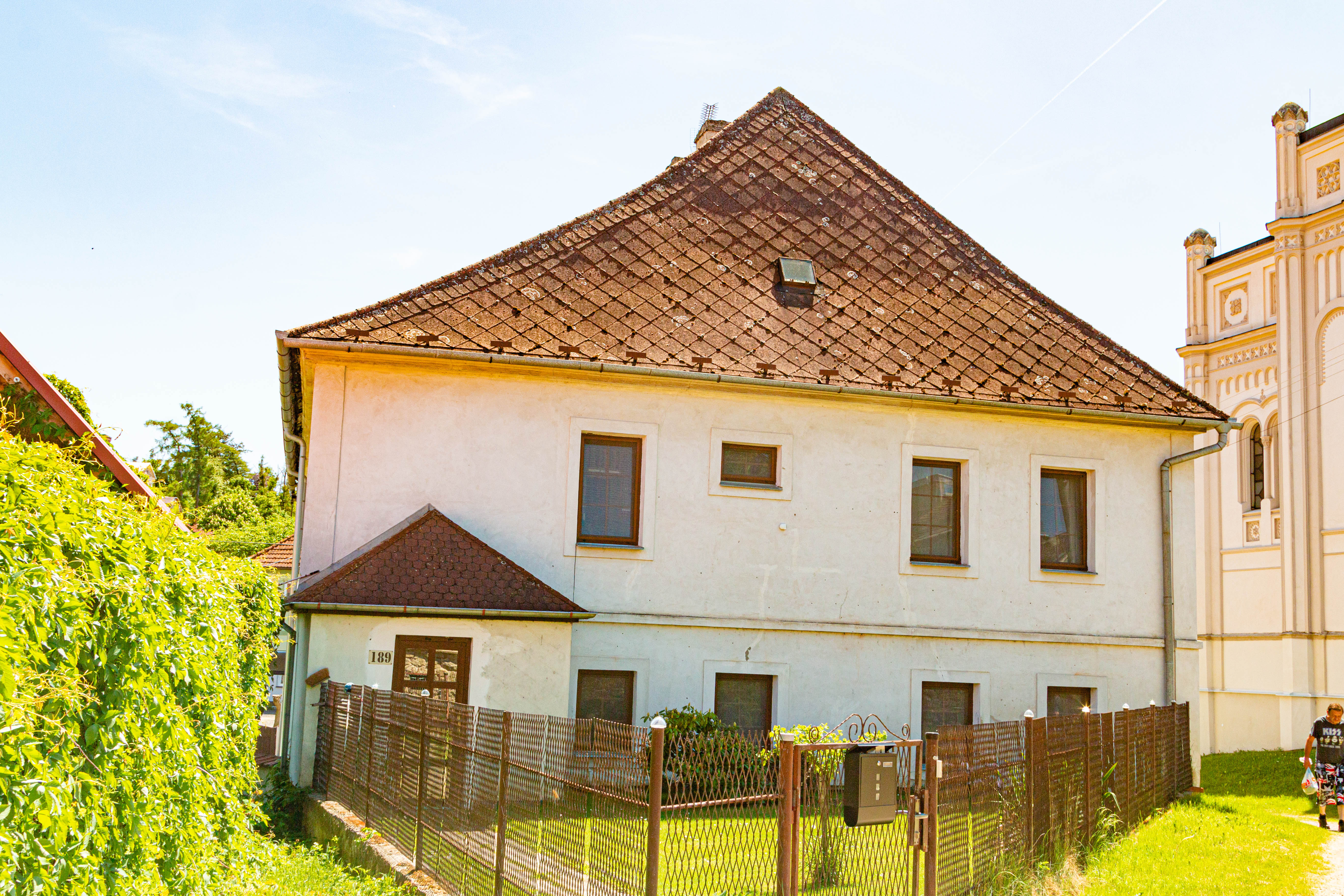
dům Cheder a mikve v Golčově Jeníkově
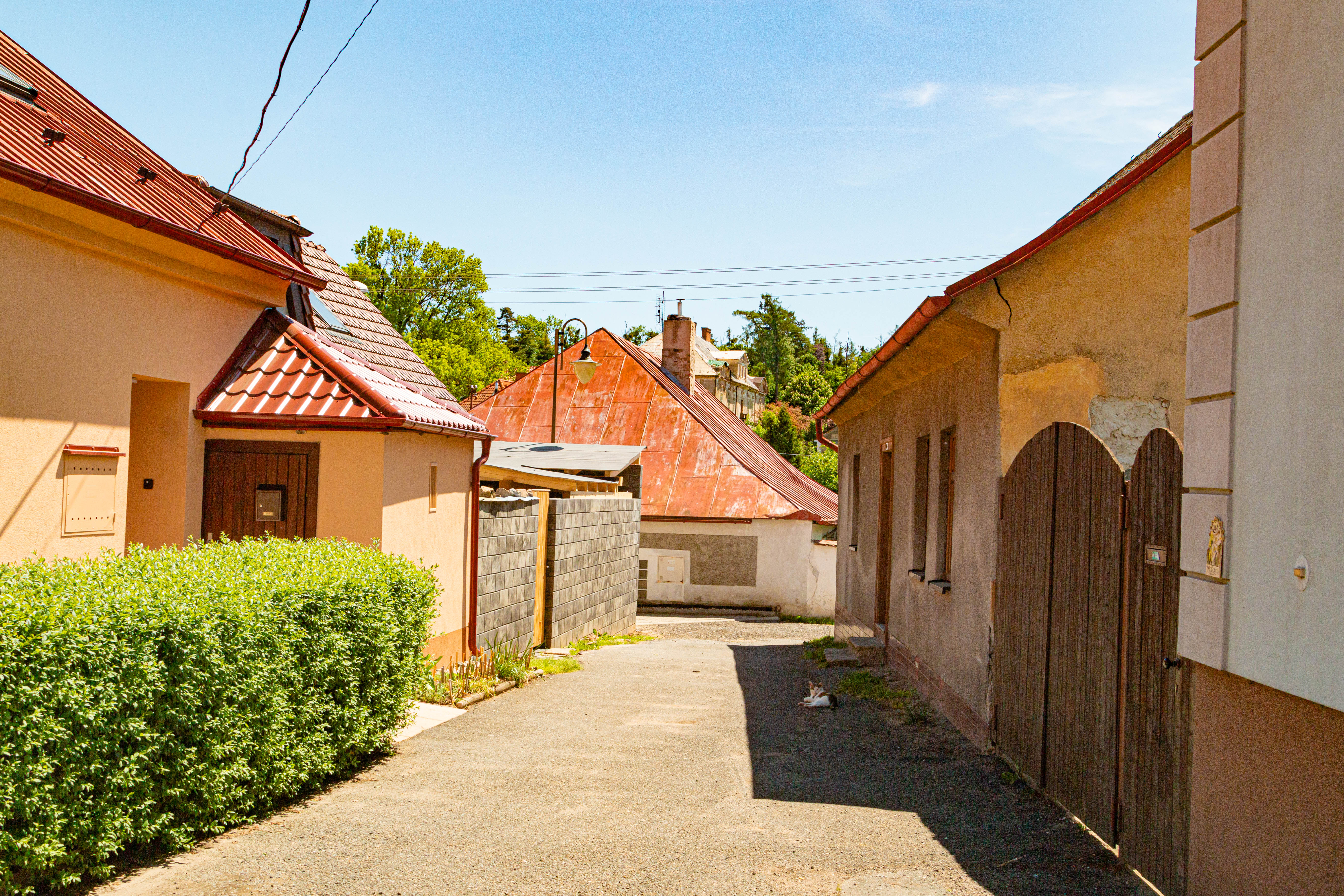
židovské ghetto v Golčově Jeníkově
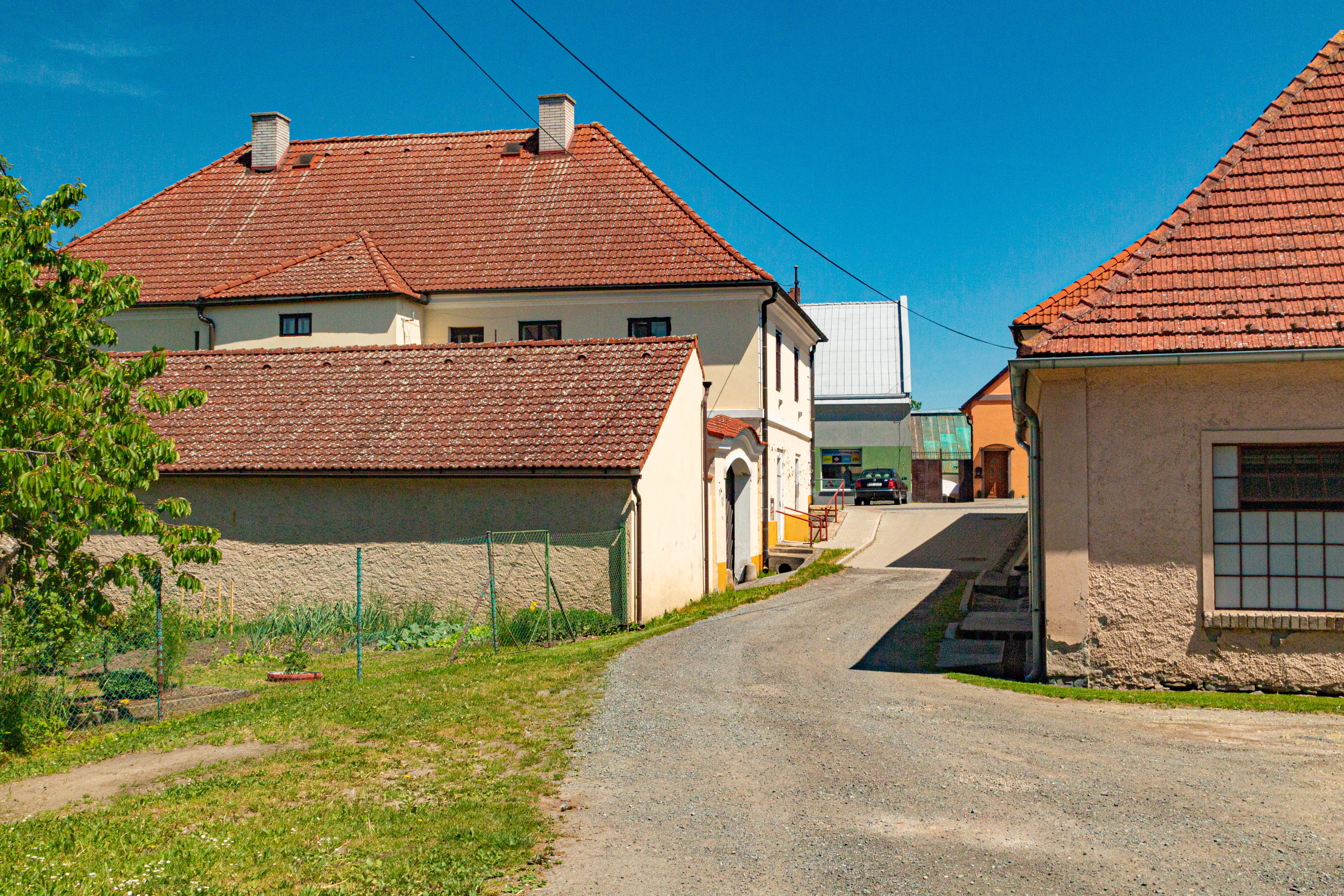
židovské ghetto v Golčově Jeníkově
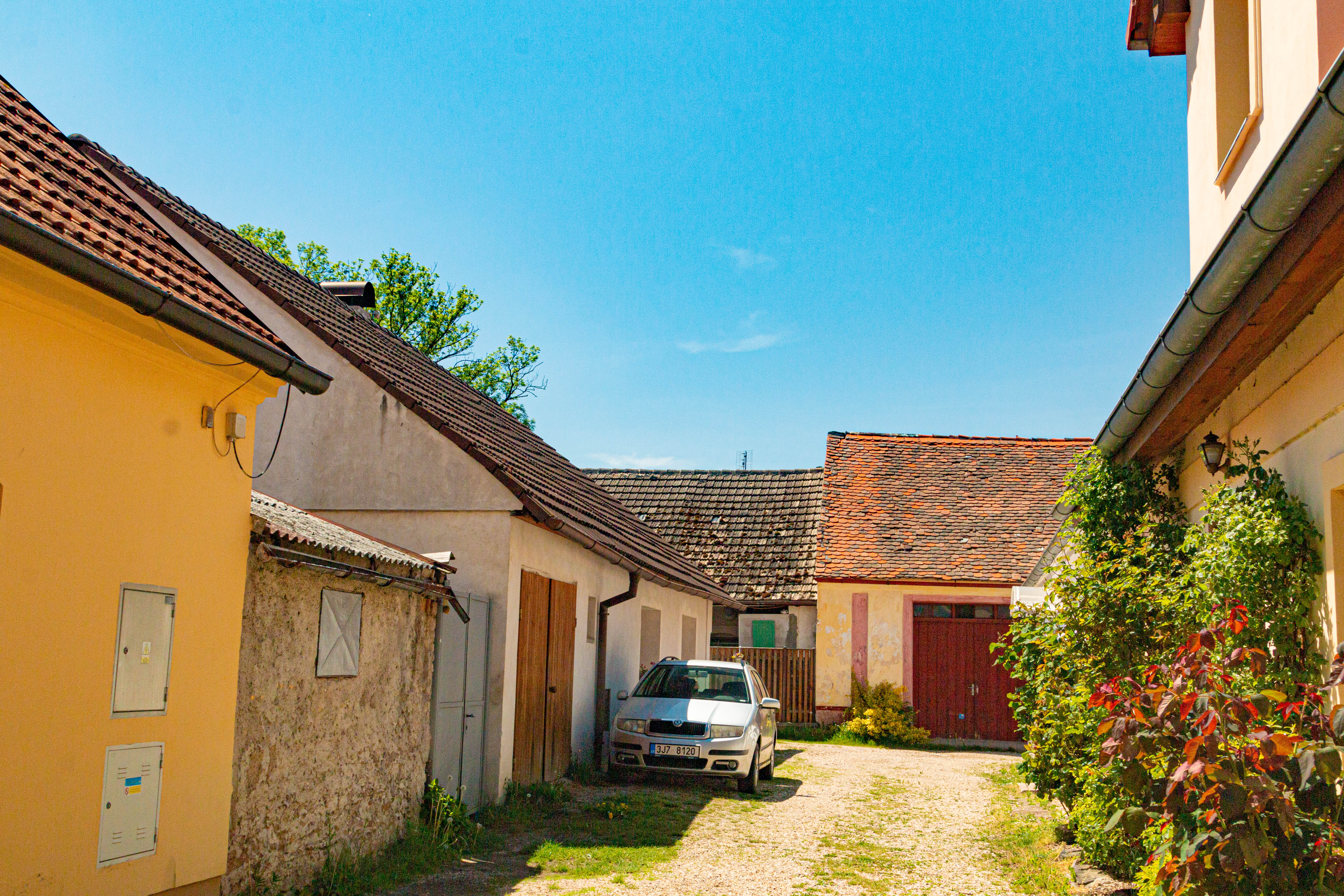
židovské ghetto v Golčově Jeníkově